# 李天羽
李天羽（1946年5月23日—2024年12月12日）是中華民國空軍一級上將，生於山東臨淄，曾任高志航紀念協會理事長、空軍總司令、參謀總長及國防部長。是繼唐飛以來，第二位空軍出身的國防部部長。也是空軍首位非空軍官校正期班畢業的上將，更是全國軍第一位專科班出身的軍種總司令、參謀總長、國防部長。近年更被公共行政學學界視為是國內對「國會聯絡人」研究的最經典案例。同時也是著名冤案江國慶案的爭議引發者。
2024年12月12日早上7時14分，李天羽因肺炎等併發症病逝於台灣三軍總醫院，骨灰安葬於新北市碧潭空軍烈士公墓忠靈塔。

## 生平

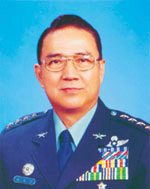
李天羽空軍一級上將軍裝照

生於山東臨淄的李天羽，因第二次國共內戰隨父來台灣。後畢業於空軍軍官學校專科班。歷任空軍官校學指部指揮官、聯隊長、督察長、總部政戰主任、作戰司令、副總司令、總司令等要職。因新一代戰機換裝任務頗有效益，於2004年5月20日晉陞空軍一級上將，並接任國防部參謀總長任期至2007年2月1日卸任，轉任總統府戰略顧問。任內順利完成中華民國國軍精進案二階段改革。在2008年1月1日實施義務軍士兵役期1年，國防部參謀本部軍務辦公室裁撤等重大軍事事務改革。卸任參謀總長後，曾由總統陳水扁內定為駐新加坡代表，成為第一位成為駐新加坡代表人選的退役四星上將，但國防部長李傑的臨時請辭打亂了這項佈局，原定出任駐新加坡代表的他轉而在2007年5月21日接任國防部長。2008年2月23日，李天羽因「鐽震風波」而辭去國防部長一職，繼任者為前國防部副部長蔡明憲。

## 榮譽

### 中華民國勳章獎章

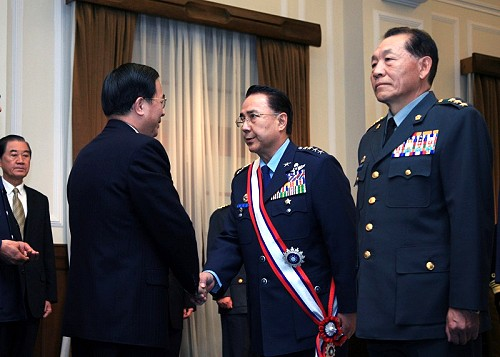
時任中華民國總統陳水扁於總統府頒授青天白日勳章給李天羽將軍

- 青天白日勳章（2007年2月2日於臺北總統府頒授[3]）
- 二等卿雲勳章（2008年5月12日於臺北總統府頒授[4]）

## 爭議

### 江國慶案
李天羽於1996年任空軍政戰部主任期間，自行舉行記者會宣佈女童被姦殺案破案，犯人是江國慶，而獲得「事蹟存記」之功獎，但該案在槍決前就已有證據顯示極可能為冤獄。案件於2011年重審，確定江國慶冤死。民進黨立委蔡同榮要求檢方立即傳訊前國防部長李天羽、陳肇敏，國民黨立委邱毅也認為這些涉案官員除了該負刑事責任外，也應退還退休金。1月31日，江國慶冤死案破案數天後，李天羽表示願接受約詢。

### 陳水扁愛將
中華民國總統陳水扁於任內曾多次遭外界質疑有意培植嫡系高階將領，其中特別是李天羽，因為在陳水扁當選總統前早已相識多年、認識最久，而遭外界質疑為陳水扁頭號愛將，甚至被冠上是「挺扁八家將」第一名、「扁家軍」班長等頭銜，但時任國防部長李傑則多次幫李天羽公開澄清絕無此事。